# 岡野義三郎

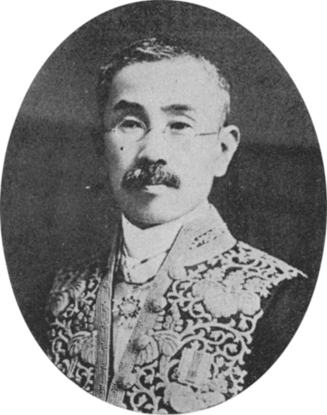
岡野義三郎

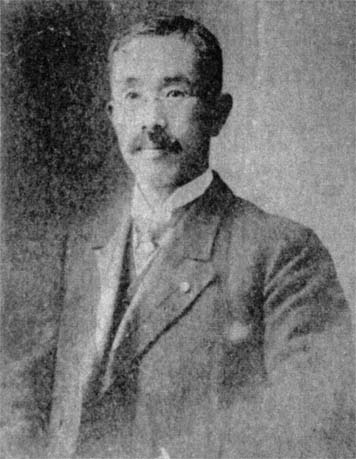
岡野義三郎

岡野 義三郎（おかの よしさぶろう、1874年（明治7年）3月1日 - 1939年（昭和14年）8月27日）は、日本の教育者。

## 経歴
大阪府出身。第三高等学校を経て、1897年（明治30年）、東京帝国大学文科大学哲学科を卒業。高知県尋常中学校教諭、岐阜県尋常中学校教諭、第六高等学校教授、第八高等学校校長、第二高等学校校長を歴任。1928年（昭和3年）、第六高等学校長に就任した。
1935年（昭和10年）に退官した後は、第六高等学校名誉教授の称号を受けた。

## 著書
- 『倫理学輯要』（宝文館、1909年）